# Рубин, Александр Аврамович
Алекса́ндр Авра́мович Ру́бин (род. 9 мая 1961, Днепропетровск, УССР) — игрок «Что? Где? Когда?».

## Биография
Окончил Днепропетровский институт инженеров транспорта и Московский государственный университет имени М. В. Ломоносова. Работает в ООО «Атомэкспо».
Жена Анна; трое детей: дочери Анна и Ксения, сын Элияху.

## Участие в «Что? Где? Когда?»
В телеклуб «Что? Где? Когда?» попал от клуба «Меридиан» Днепропетровского дворца студентов. Первую игру в телевизионном Клубе провёл в сентябре 1983 года, с тех пор сыграл около 30 игр и выиграл больше половины из них.
Дважды награждался призом «Хрустальная сова
» (1995 и 1996 год). Играл в лучшей команде за 30 лет «Что? Где? Когда?» (капитан — Алексей Блинов, другие игроки: Ровшан Аскеров, Елена Орлова, Фёдор Двинятин, Сергей Виватенко).
Один из учредителей и создателей клуба «Что? Где? Когда?» в городе Днепропетровске, в 1982 году, который стал первым городским клубом на территории СССР. Один из инициаторов межгородских игр в 1984 году.
Член Правления, Вице-президент Международной ассоциации клубов «Что? Где? Когда?».
Председатель Оргкомитетов чемпионатов мира 2006 — 2008, 2010 — 2019 годов.
Лауреат премии МАК ЧГК в номинации «Человек года» за 2007 год и премии МАК ЧГК в номинации "За личный вклад в движение «Что? Где? Когда?» имени Владимира Яковлевича Ворошилова за 2012 год.